# Fëdor Kuz'mič
Fëdor Kuz’mič, in cirillico: Фёдор Кузьмич (Russia, 1776 o 1777 – Tomsk, 1º febbraio 1864) è stato un mistico russo, venerato come santo dalla Chiesa ortodossa russa.

## Biografia

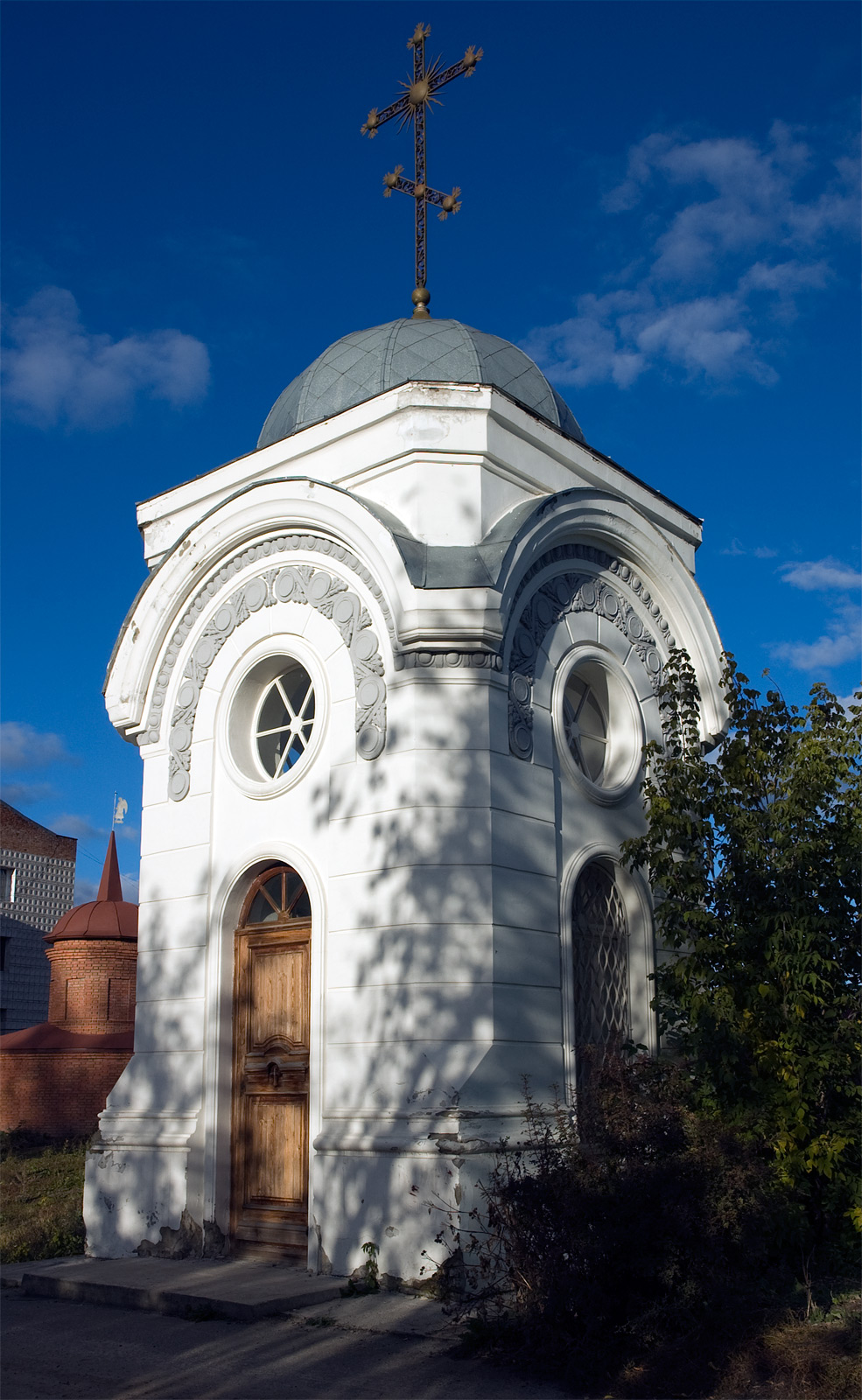
Cappella dedicata a Fëdor di Tomsk nel Monastero Madre di Dio-S.Alessio

Non sono noti i dati biografici di Fëdor prima del settembre 1836, periodo in cui fu arrestato a Krasnoufimsk per vagabondaggio. Aveva circa sessanta anni di età, rifiutava di dare informazioni personali e affermava di essere un pellegrino analfabeta. Sebbene indossasse vecchi abiti logori, le autorità erano colpite dal suo portamento elegante. Processato per vagabondaggio fu condannato a 20 colpi di frusta e ai lavori forzati in Siberia. Durante il lungo tragitto verso la Siberia, Fëdor attirò su di sé la simpatia e il rispetto degli altri condannati e dei custodi per l'aiuto che forniva agli ammalati e ai più deboli. Giunto nell'Oblast' di Tomsk il 26 marzo 1837, Fëdor lavorò per qualche anno in una distilleria; dopo che fu esentato dal lavoro forzato, condusse una vita molto riservata, da eremita, risiedette in luoghi appartati nei dintorni della città di Tomsk, continuando tuttavia ad aiutare i più bisognosi. Coloro che avevano occasione di entrare in contatto con lui avevano inoltre l'impressione di trovarsi davanti a un uomo di notevole cultura e con una certa conoscenza degli ambienti aristocratici e perfino della Corte imperiale. Si diffuse pertanto, quando era ancora in vita, la diceria che in realtà Fëdor fosse l'ex-Zar Alessandro I, le cui inclinazioni misticheggianti e la cui fine misteriosa nel 1825 avevano lasciato perplessa l'opinione pubblica. Dopo la morte si trovarono sul suo corpo segni testimonianti l'abitudine al digiuno e alle preghiere in ginocchio.
Dopo la morte dell'eremita, la sua tomba e la cella in cui visse negli ultimi tempi divennero luogo di pellegrinaggi. Il mercante Semën Feofanovič Chromov, proprietario del podere in cui Fëdor era vissuto negli ultimi anni, inviò all'imperatore Alessandro III un ritratto dello starec e un racconto della vita edificante in Siberia. La diceria che lo starec fosse l'ex zar cominciò a propagarsi anche nell'alta società e persino nella stessa famiglia imperiale; vi credette tra gli altri anche N. Schilder, il maggior storico del regno di Alessandro I. Nel 1893, il futuro zar Nicola II si recherà in Siberia in preghiera sulla tomba dello starec. Su questa identificazione Lev Tolstoj intendeva farne forse addirittura un romanzo, ma accantonò il progetto ai primi del 1906 e il racconto incompleto fu pubblicato postumo nel 1912.
Nel 1984, con la benedizione del Patriarca Pimen, lo starec Fëdor fu canonizzato col nome di "Fëdor di Tomsk". Il 5 luglio 1995 furono ritrovati i resti del santo che vennero posti in una cappella di legno nel Monastero Madre di Dio-S.Alessio a Tomsk.